# Salvatore Cavallaro
Salvatore Cavallaro est un boxeur italien né le 16 août 1995.

## Carrière
Sa carrière est principalement marquée par trois médailles de bronze remportées aux championnats d'Europe de boxe amateur 2015, 2017 et 2022 dans la catégorie des poids moyens.

## Palmarès

### Championnats d'Europe
- Médaille de bronze en -75 kg en 2022 à Erevan, Arménie
- Médaille de bronze en -75 kg en 2017 à Kharkiv, Ukraine
- Médaille de bronze en -75 kg en 2015 à Samokov, Bulgarie

### Jeux européens
- Médaille d'argent en -75 kg en 2019 à Minsk, Biélorussie
- Médaille d'argent en -80 kg en 2023 à Nowy Targ, Pologne

### Jeux méditerranéens
- Médaille d'argent en -75 kg en 2018 à Tarragone, Espagne
- Médaille de bronze en -75 kg en 2022 à Oran, Algérie

## Référence
1. ↑  (en) Résultats des championnats d'Europe de boxe amateur 2022 (amateur-boxing.strefa.pl).